# Challenge Bell 1994
Challenge Bell 1994 — тенісний турнір, що проходив на закритих кортах з килимовим покриттям Club Avantage Multi-Sports у Квебеку (Канада). Належав до турнірів 3-ї категорії в рамках Туру WTA 1994. Це був другий за ліком Challenge Bell. Він тривав з 31 жовтня до 6 листопада 1994 року. Катарина Малеєва здобула титул в одиночному розряді.

## Переможниці та фіналістки

### Одиночний розряд
Катарина Малеєва —  Бренда Шульц, 6–3, 6–3
- Для Малеєвої це був єдиний титул за сезон і 20-й — за кар'єру.

### Парний розряд
Елна Рейнах /  Наталі Тозья —  Лінда Гарві-Вілд /  Чанда Рубін, 6–4, 6–3
- Для Рейнах це був єдиний титул за сезон і 18-й — за кар'єру. Для Тозья це був 2-й титул за сезон і 9-й — за кар'єру.